# Shiretoko (półwysep)
Półwysep Shiretoko (jap. 知床半島 Shiretoko-hantō) - półwysep położony we wschodniej części japońskiej wyspy Hokkaido, otoczony wodami Morza Ochockiego. 

Półwysep na mapie Japonii

Nazwa Shiretoko pochodzi od ajnuskiego słowa sir etok oznaczającego „koniec ziemi” lub „miejsce, gdzie ziemia wystaje” czyli przylądek.
W dniu 17 lipca 2005 r. półwysep został wpisany na listę światowego dziedzictwa UNESCO. Obszar ten jest bowiem najbardziej na południe wysuniętym miejscem na półkuli północnej, gdzie formuje się morski lód.

## Geografia
Na półwyspie znajdują się m.in. wulkany: Shiretoko-dake, Unabetsu-dake, Rausu-dake, Onnebetsu-dake, Iō-zan oraz onseny: Seseki i Iwaobetsu. 

## Flora i fauna
Półwysep porastają cenne gatunki drzew iglastych i okrytonasiennych, między innymi mizunara (Quercus mongolica). Tereny zamieszkują lisy, brunatne niedźwiedzie, jelenie. Na wybrzeżu widywane są foki.

## Zabiegi o ochronę
W celu ochrony dzikich zwierząt i roślinności w 1964 utworzono Park Narodowy Shiretoko. 

## Ciekawostki
- Shiretoko to także nazwa kodowa wersji 3.1 przeglądarki internetowej Mozilla Firefox.